# Frits Dantuma
Frits Dantuma (Veenwouden, 3 augustus 1992) is een Nederlandse voetballer die speelt bij Flevo Boys.

## Carrière
Dantuma debuteerde in het seizoen 2010-2011 op 18-jarige leeftijd voor Cambuur. Wegens blessures kwam hij in de eerste drie seizoenen niet verder dan negen wedstrijden. In het seizoen 2012-2013 werd hij met SC Cambuur kampioen van de Jupiler League.
Nadat hij aan het einde van het seizoen 2012/2013 moest vertrekken bij Cambuur, ging hij op proef bij FC Emmen. Dantuma ging op de aanbieding in en tekende uiteindelijke een contract bij FC Emmen, de club waar zijn vader Jouke Dantuma ook ooit speelde. In het seizoen 2018/19 speelt Dantuma voor Derde Divisionist ONS Sneek

## Erelijst

### SC Cambuur
| Nationaal               |    |         |
| Kampioen Eerste Divisie | 1x | 2012/13 |